# Abdul Manaf Nurudeen
Abdul Manaf Nurudeen (ur. 8 lutego 1999 w Akrze) – ghański piłkarz grający na pozycji bramkarza. Od 2017 jest piłkarzem klubu KAS Eupen.

## Kariera klubowa
Swoją karierę piłkarską Nurudeen rozpoczął w katarskiej akademii Aspire Academy. W 2017 roku został zawodnikiem belgijskiego klubu KAS Eupen. Swój debiut w nim w pierwszej lidze belgijskiej zaliczył 7 listopada 2021 w zremisowanym 1:1 domowym meczu z Waasland-Beveren.
| Sezon   | Klub      | Kraj   | Rozgrywki       | Mecze | Gole |
| ------- | --------- | ------ | --------------- | ----- | ---- |
| 2017/18 | KAS Eupen | Belgia | Eerste klasse A | 0     | 0    |
| 2018/19 | KAS Eupen | Belgia | Eerste klasse A | 0     | 0    |
| 2019/20 | KAS Eupen | Belgia | Eerste klasse A | 0     | 0    |
| 2020/21 | KAS Eupen | Belgia | Eerste klasse A | 1     | 0    |

## Kariera reprezentacyjna
Nurudeen grał w reprezentacji Ghany U-20. W 2019 roku był w jej kadrze na Puchar Narodów Afryki U-20. W reprezentacji Ghany zadebiutował 5 stycznia 2022 w przegranym 0:3 towarzyskim meczu z Algierią, rozegranym w Ar-Rajjan. W 2022 został powołany do kadry na Puchar Narodów Afryki 2021. Na tym turnieju nie rozegrał żadnego meczu.